# Петър Пандов
Петър Атанасов Пандов (Пандев) е български революционер, деец на Вътрешната македонска революционна организация.

## Биография
Петър Пандов е роден през 1900 година в радовишкото село Лубница, тогава в Османската империя. Получава основно образование. Произхожда от заможния и многолюден род Витановци, баща му е кмет на селото от 1913 година, но е убит от сръбските власти за подпомагане на ВМОРО, а една от сестрите му завършва Солунската българска девическа гимназия и е българска учителка в родното си село дълги години. През 1919 година е мобилизиран в сръбската армия, а междувременно участва във въстановяването на дейността на ВМРО и подпомага четата на Христо Симеонов с подвойвода Лазар Кльонков. Поради предателство на 27 август 1921 година минава в нелегалност и влиза в четата. Изтегля се в България и през пролетта на 1922 година влиза в четата на Атанас Калчев и действа в Радовишко. Пак там през юни 1923 година се присъединява към четата на Никола Василев и в края на годината отново се прибира в България.
През март 1924 година е отново мобилизиран в чета и под командването на Георги Въндев и Георги Атанасов участва в наказателна акция срещу комунисти в Левуново. За кратко действа в Струмишко с четата на Георги Въндев, но поради заболяване се връща в България на лечение. Жени се и в края на 1924 година е назначен за стражар в Свети Врач. През 1929 година се мести в София, а през лятото на 1933 година е осъден на 15 години затвор за криминално убийство, но е освободен предсрочно през есента на 1942 година. След Деветосептемврийския преврат от 1944 година е издирван от новите власти заради участието му в антикомунистически дейности. Предава се и през 1946 година е вкаран в Централния софийски затвор, откъдето бяга същата година през Вардарска Македония и Гърция в Италия, след което се установява в Канада и следите му се губят. Спомените му са записани от Миле Симеонов.